# Tossy Spivakovsky

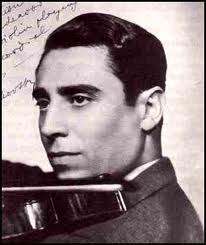
Tossy Spivakovsky nel 1948

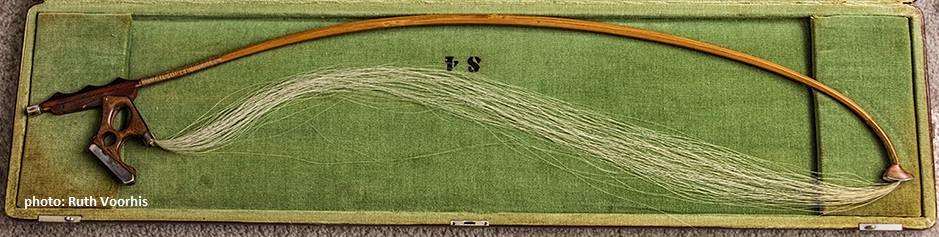
Il “Vega Bach Bow” di Tossy Spivakovsky

Tossy Spivakovsky (Odessa, 23 dicembre 1906 – Westport (Connecticut), 20 luglio 1998) è stato un violinista statunitense di origine russa.

## Biografia
Tossy Spivakovsky nacque a Odessa il 23 dicembre 1906. La sua famiglia si trasferì a Berlino, dove studiò con Arrigo Serato e con Willy Hess alla Hochschule für Musik. Diede il suo primo recital nel 1916 e fece il suo primo tour europeo nel 1919.  A 18 anni Spivakovsky divenne la spalla dei Berliner Philharmoniker. Due anni dopo rinunciò all’incarico per intraprendere una carriera da solista in Europa. Nel corso degli anni '20 lui e suo fratello Jascha si esibirono insieme nel Spivakovsky-Duo. Nel 1930, insieme al violoncellista Edmund Kurtz, fondarono il Trio Spivakovsky-Kurtz. 
Nel 1933 all’avvento del nazismo, il Trio Spivakovsky-Kurtz si trovò in tour in Australia, e il fatto pose fine alla carriera europea di Spivakovsky e del trio. Entrarono a far parte del corpo docente del Conservatorio di Melbourne. Nel 1940 Spivakovsky si trasferì negli Stati Uniti e poco dopo divenne la spalla della Cleveland Orchestra.
Per trarre sonorità più ricche e brillanti dal suo violino, nel 1949 Spivakovsky sviluppò un metodo innovativo della tecnica e impugnatura dell’arco che fu descritto nel libro di Gaylord Yost The Spivakovsky Way of Bowing. 
Nel tentativo di avvicinarsi alle composizioni di Bach secondo quella che riteneva la prassi esecutiva corretta e ispirandosi alle teorie di Albert Schweitzer, Spivakovsky entrò in contatto con l’archettaio danese Knud Vestergaard che nel 1949 aveva messo a punto il “Vega Bach Bow” in collaborazione con Emil Telmányi. 
Grazie al suo arco curvo, Spivakovsky poté eseguire gli accordi a tre e a quattro corde delle Sonate e Partite di Bach senza spezzarli e con una pienezza di suono paragonabile a quella dell'organo. Nei movimenti monofonici rapidi però, Spivakovski si atteneva all'arco dritto. Nel 1967 Spivakovsky fece parte delle sue riflessioni  su questo argomento in un articolo intitolato Polyphony in Bach’s Works for Solo Violin.
Per circa quarant'anni, Spivakovsky si esibì negli Stati Uniti, in Canada, Sud America, Israele e in Europa. Nella seconda fase della sua carriera riprese a insegnare, prima all’Università di Fairfield e poi alla Juilliard School di New York (1974-89).

## Scritti
- Polyphony in Bach’s Works for Solo Violin, in «The Music Review», Vol. 28, no. 4 (November 1967), pp.  277-288